# Francesca Gallina
Francesca Gallina (* 24. November 1996 in Magenta (Lombardei)) ist eine italienische Snowboarderin. Sie startet im Snowboardcross.

## Werdegang
Gallina, die für den C.S. Esercito startet, nahm im Oktober 2011 in Saas-Fee erstmals am Europacup teil und belegte dabei den 32. Platz. Beim Europäischen Olympischen Winter-Jugendfestival 2013 in Predeal gewann sie die Silbermedaille im Snowboardcross. Zudem errang sie dort den 22. Platz im Parallel-Riesenslalom. Im folgenden Jahr holte sie bei den Snowboard-Juniorenweltmeisterschaften 2014 in Chiesa in Valmalenco die Bronzemedaille im Teamwettbewerb. Ihren ersten Weltcup absolvierte sie im März 2014 in Veysonnaz, den sie auf dem 27. Platz beendete. In der Saison 2014/15 erreichte sie mit sechs Top-Zehn-Platzierungen, darunter Platz eins in Isola 2000, den vierten Platz in der Gesamtwertung des Europacups. Bei den Juniorenweltmeisterschaften 2015 in Yabuli wurde sie Sechste im Einzel und holte im Teamwettbewerb die Silbermedaille. In der Saison 2015/16 errang sie mit zwei Siegen und einen dritten Platz, den zweiten Platz in der Gesamtwertung des Europacups. Bei den Juniorenweltmeisterschaften 2016 in Rogla fuhr sie auf den sechsten Platz. Auch in der folgenden Saison errang sie mit zwei ersten je einen zweiten und dritten Platz, den zweiten Platz in der Gesamtwertung. Im Dezember 2017 kam sie in Cervinia mit dem sechsten Platz erstmals im Weltcup unter den ersten Zehn. Bei den Snowboard-Weltmeisterschaften 2019 in Park City wurde sie im Einzel und im Teamwettbewerb zusammen mit Emanuel Perathoner jeweils Vierte. Im Februar 2022 kam sie bei den Olympischen Winterspielen in Peking auf den 22. Platz.

## Teilnahmen an Weltmeisterschaften und Olympischen Winterspielen

### Olympische Winterspiele
- 2022 Peking: 22. Platz Snowboardcross

### Snowboard-Weltmeisterschaften
- 2019 Park City: 4. Platz Snowboardcross Team, 4. Platz Snowboardcross
- 2023 Bakuriani: 17. Platz Snowboardcross

## Snowboardcross-Weltcup-Gesamtplatzierungen
| Saison  | Platz | Punkte |
| ------- | ----- | ------ |
| 2013/14 | 40.   | 45     |
| 2014/15 | -     | -      |
| 2015/16 | 38.   | 100    |
| 2016/17 | 24.   | 490    |
| 2017/18 | 18.   | 1470   |
| 2018/19 | 13.   | 960    |
| 2019/20 | 34.   | 160    |
| 2020/21 | 22.   | 44     |
| 2021/22 | 21.   | 76     |
| 2022/23 | 18.   | 150    |
| 2023/24 | 39.   | 7      |